# Diocèse de Suifu

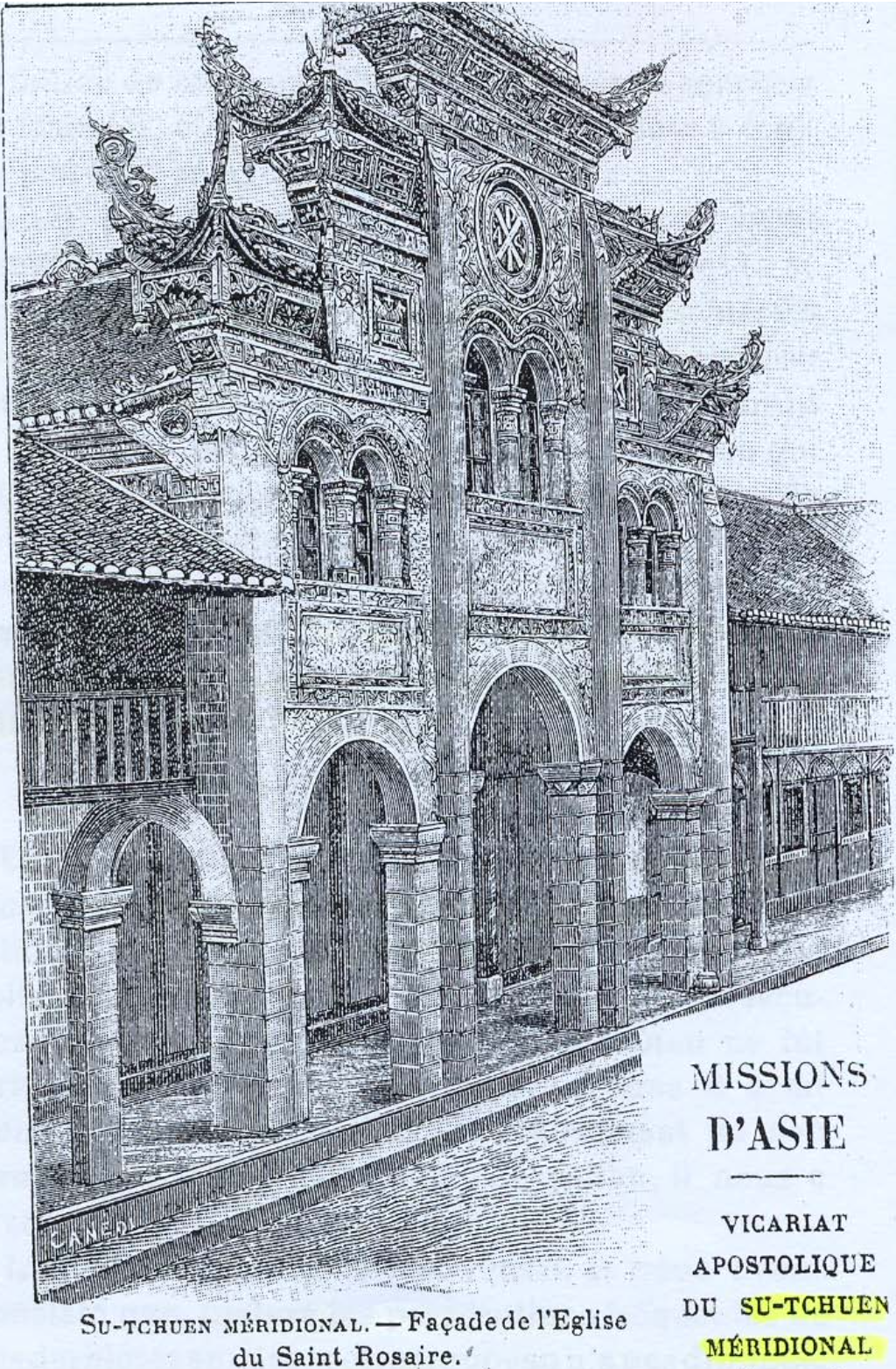
Église du Saint-Rosaire de Souifou, ancien séminaire du vicariat apostolique du Sutchuen méridional.

Le diocèse de Suifu ou de Yibin (latin : Dioecesis Siufuana) est un diocèse catholique dont le siège est dans la ville de Yibin au Sichuan, Chine. C'est un diocèse suffragant de l'archidiocèse de Chongqing. C'était à l'origine un territoire confié aux prêtres de la société des missions étrangères de Paris.

## Historique

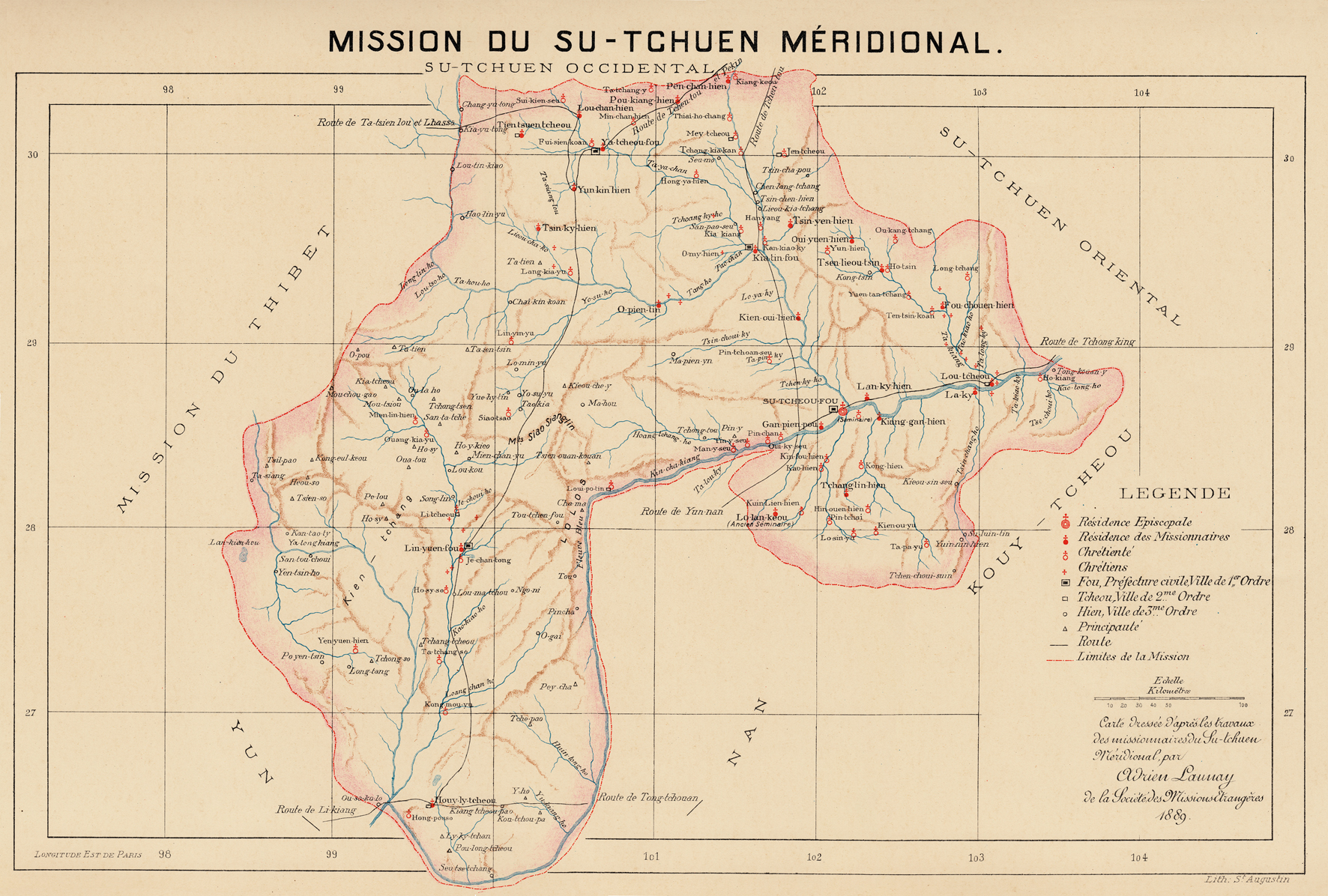
Carte dressée d'après les travaux des missionnaires du Su-tchuen méridional, par Adrien Launay, 1889.

- 24 janvier 1860: création du vicariat apostolique du Sétchouan (Sutchuen, puis Sichuan) méridional, détaché du vicariat apostolique du Sétchouan du Nord-Occidental.
- 12 août 1910: cède une partie de son territoire pour la création du vicariat apostolique du Kien-chang
- 3 décembre 1924: renommé en vicariat apostolique de Suifu (Su-tcheou-fou)
- 10 juillet 1929: cède une partie de son territoire pour la création de la préfecture apostolique de Yazhou
- 11 avril 1946; élevé au statut de diocèse par la bulle de Pie XII Quotidie Nos[1].
- Un évêque « officiel » de l'association patriotique a été nommé par le gouvernement de 1994 à sa mort en 2004, Jean Chen Shizong.

## Ordinaires
- Pierre-Julien Pichon, mep, 24 janvier 1860 - 12 mars 1871, également évêque titulaire d'Hélénopolis-en-Bithynie (de)
- Jules Lepley (de), mep, 22 décembre 1871 - 6 mars 1886
- Marc Chatagnon, mep, 25 janvier 1887 - 26 novembre 1920
- Jean-Pierre Fayolle, mep, 26 novembre 1920 - 19 octobre 1931
- Louis-Nestor Renault, mep, 19 octobre 1931 - 28 octobre 1943
- René Boisguérin, mep, 11 avril 1946 - 13 février 1998